# Falkon
Falkon（舊稱Qupzilla）是一個快速且安全的開放原始碼網頁瀏覽器，拥有跨平台的優勢以及與桌面環境整合度高的使用者界面。加入了許多實用的功能並使用GPLv3作為其開放原始碼的憑證。

## 特色
Falkon為原本的QtWebKit加入更多現代網頁標準的支援。開發者也積極為Falkon加入許多功能：
- 外觀支援主題並與系統原生的樣式有極高的整合度
- 支援外掛以及手動加載Flash功能
- 附加管理資料庫的程式，可以同時管理書籤、歷史紀錄以及RSS訂閱的功能。同時支援匯入書籤的功能
- 支援快速撥號頁面，並可以手動編輯、加入網頁縮圖以及快速撥號頁面的背景。
- 內建AdBlock，封鎖廣告可以使頁面變乾淨並節省流量
- 加入通知功能，並支援原生Linux的OSD（英语：On-screen display）通知
- 可外掛下載管理員、RSS閱讀器
- 由SSL憑證管理員把關網頁的安全，在進入提供不安全的憑證的網頁時會提出警告

Falkon支援多種功能，但據報導其所佔用的系統資源少於許多知名的主流網頁瀏覽器，如Mozilla Firefox以及Google Chrome。

## 歷史
2010年十二月，David Rosca發起了QupZilla研發的計畫。第一個用來預覽成果的成品是由Python語言攥寫的（即使用PyQt函式庫）並在2010年的12月完成。到了2011年，整個計畫由C++與Qt重寫並確認以跨平台且與桌面環境有高度整合性的輕量級瀏覽器為目標發展。第一個穩定版本在2011年11月9日釋出。
2017年8月10日，QupZilla開發者David Rosca在部落格宣佈QupZilla成為KDE專案。Qupzilla 2.2釋出之後專案將更名為「Falkon」。KDE Falkon 3.0於2018年2月27日釋出。

## 外部連結
- 官方网站